# Henning Larsen

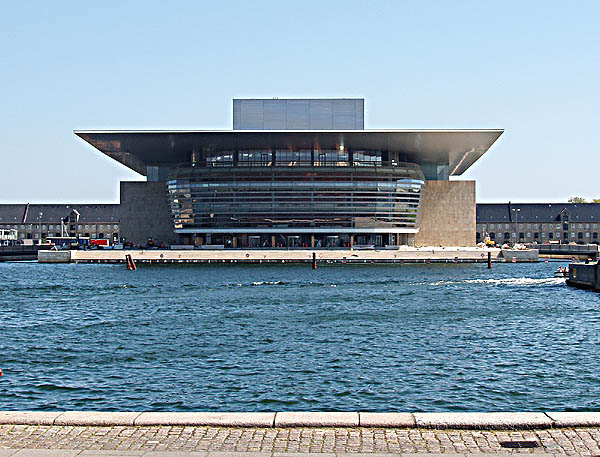
La Ópera de Copenhague.

Henning Larsen (Opsund, 20 de agosto de 1925-Copenhague, 22 de junio de 2013) fue un arquitecto danés. Es internacionalmente conocido por haber diseñado el edificio del Ministerio de Relaciones Exteriores de Riad y la Ópera de Copenhague. En 1989 recibió el premio Aga Khan de Arquitectura y en 2012 el Praemium Imperiale.

## Obras más representativas

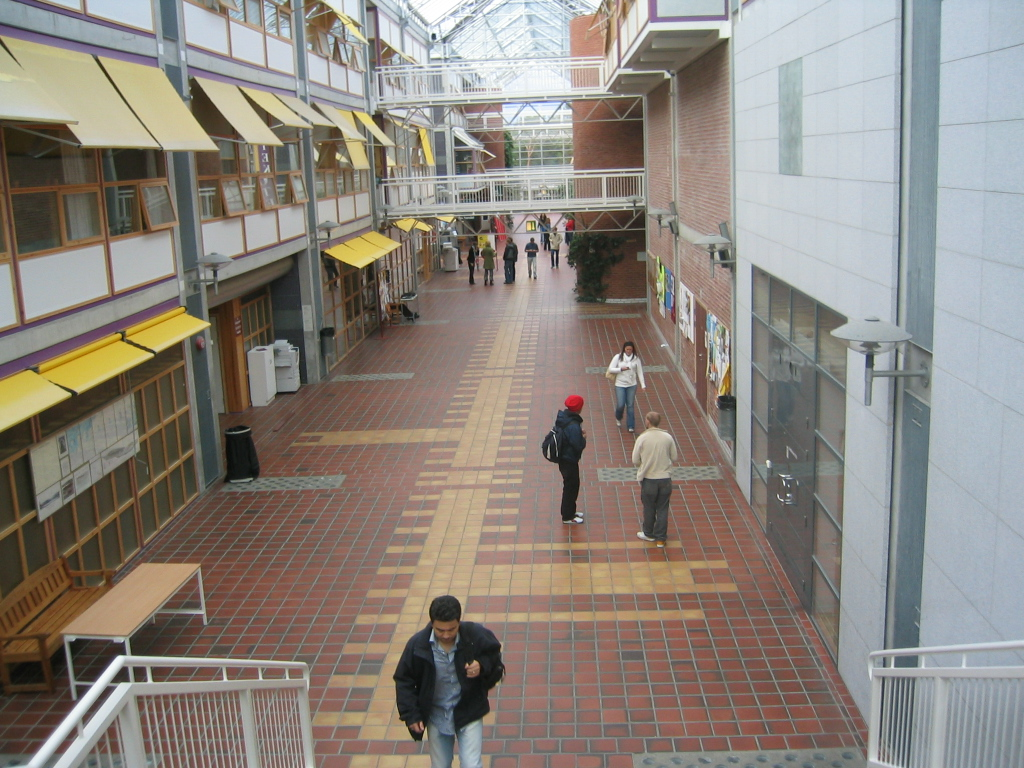
Campus central en Dragvoll.

- 1968 El centro del campus en Dragvoll de la Universidad Noruega de Ciencia y Tecnología, Trondheim.
- 1979 La Embajada de Dinamarca, Riad.
- 1982-87 universidad y residencias Comercial, Frederiksberg.
- 1982-1984 Ministerio de Relaciones Exteriores, Riad.
- 1984-1985 Biblioteca de Gentofte.
- 1992 El Centro de Educación Continua Møller, Churchill College, Cambridge.
- 1997 Ampliación del Glipoteca Ny Carlsberg.
- 1995 Egebjerggård, Ballerup.
- 1994-1999 Ampliación de la Biblioteca de la ciudad de Malmö.
- 1999 Sede de Nordea en Copenhague.
- 2004 Ópera de Copenhague.
- 2004 Universidad IT de Copenhague.
- 2007 Musikens Hus (La casa de la música), Upsala, Suecia.
- 2004-2007 El edificio Roland Levinsky, como parte de la Universidad de Plymouth, Inglaterra.